# Volta al Japó
La Volta al Japó (ツアー・オブ・ジャパン, Tour of Japan) és una cursa ciclista per etapes que es disputa anualment al Japó des de 1996. La cursa forma part de l'UCI Asia Tour des de la creació dels Circuits Continentals UCI el 2005, en la categoria 2.2.
L'edició del 2011 es va haver de suspendre per culpa del terratrèmol i posterior tsunami que afectà el país l'11 de març.

## Palmarès
| Any  | Vencedor                               | Segon                                  | Tercer                                 |
| ---- | -------------------------------------- | -------------------------------------- | -------------------------------------- |
| 1996 | Jean Philippe Duracka                  | David Lefèvre                          | Daisuke Imanaka                        |
| 1997 | Bart Bowen                             | Ricardo Ferrari                        | Peter Rogers                           |
| 1998 | Frank McCormack                        | Jaroslav Bilek                         | Andreas Walzer                         |
| 1999 | Andrzej Sypytkowski                    | Denis Lunghi                           | Nick Gates                             |
| 2000 | Mauro Gianetti                         | Piotr Wadecki                          | René Haselbacher                       |
| 2001 | Pawel Niedzwiecki                      | Pietro Zucconi                         | Scott Davis                            |
| 2002 | Oleksandr Klymenko                     | Simone Mori                            | Bert Scheirlinckx                      |
| 2003 | no disputada                           |                                        |                                        |
| 2004 | Shinichi Fukushima                     | Roberto Lozano                         | Christian Heule                        |
| 2005 | Félix Cárdenas                         | Andrei Mizúrov                         | Matteo Carrara                         |
| 2006 | Volodímir Duma                         | John-Lee Augustyn                      | Andrei Mizúrov                         |
| 2007 | Francesco Masciarelli                  | Valentín Iglinski                      | Aleksandr Diatxenko                    |
| 2008 | Cameron Meyer                          | Jai Crawford                           | Vincenzo Garofalo                      |
| 2009 | Sergio Pardilla                        | Gong Hyo-suk                           | Dmitri Fofónov                         |
| 2010 | Cristiano Salerno                      | Andrei Mizúrov                         | Alexandr Shushemoin                    |
| 2011 | no disputada                           |                                        |                                        |
| 2012 | Fortunato Baliani                      | Julián Arredondo                       | Jaroslaw Dabrowski                     |
| 2013 | Fortunato Baliani                      | Julián Arredondo                       | Damien Monier                          |
| 2014 | Samad Poor Seiedi                      | Grega Bole                             | Ghader Mizbani                         |
| 2015 | Samad Poor Seiedi                      | Rahim Ememi                            | Hossein Askari                         |
| 2016 | Óscar Pujol                            | Marcos García                          | Samad Poor Seiedi                      |
| 2017 | Óscar Pujol                            | Nathan Earle                           | Hamid Pourhashemi                      |
| 2018 | Marcos García                          | Hermann Pernsteiner                    | Thomas Lebas                           |
| 2019 | Chris Harper                           | Benjamí Prades                         | José Vicente Toribio                   |
| 2020 | Suspesa per la pandèmia de coronavirus | Suspesa per la pandèmia de coronavirus | Suspesa per la pandèmia de coronavirus |
| 2021 | Nariyuki Masuda                        | Thomas Lebas                           | Masaki Yamamoto                        |
| 2022 | Nathan Earle                           | Benjamin Dyball                        | Thomas Lebas                           |
| 2023 | Nathan Earle                           | Benjamin Dyball                        | Atsushi Oka                            |
| 2024 | Giovanni Carboni                       | Merhawi Kudus                          | Benjamin Dyball                        |
| 2025 | Alessandro Fancellu                    | Simone Raccani                         | Benjamin Dyball                        |